# Commonwealth Games 2018/Triathlon
Bei den Commonwealth Games 2018 in Gold Coast fanden im Triathlon fünf Wettbewerbe statt, je einer für Männer und Frauen und ein weiterer für eine gemischte Staffel. Komplettiert wurde das Programm durch zwei Para-Wettbewerbe (PTWC), jeweils einer für Männer und Frauen. Austragungsort waren die Southport Broadwater Parklands.

## Männer
| Platz | Land | Athlet            | Zeit (min) |
| ----- | ---- | ----------------- | ---------- |
| 1     | ZAF  | Henri Schoeman    | 52:31      |
| 2     | AUS  | Jacob Birtwhistle | 52:38      |
| 3     | SCO  | Marc Austin       | 52:44      |
| 4     | AUS  | Matthew Hauser    | 52:46      |
| 5     | NZL  | Ryan Sissons      | 52:49      |
| 6     | ZAF  | Richard Murray    | 53:04      |
| 7     | ENG  | Jonathan Brownlee | 53:09      |
| 8     | AUS  | Luke Willian      | 53:33      |

Finale: 5. April 2018, 13:01 Uhr

## Frauen
| Platz | Land | Athletin            | Zeit (min) |
| ----- | ---- | ------------------- | ---------- |
| 1     | BER  | Flora Duffy         | 56:50      |
| 2     | ENG  | Jessica Learmonth   | 57:33      |
| 3     | CAN  | Joanna Brown        | 57:38      |
| 4     | ENG  | Vicky Holland       | 57:42      |
| 5     | AUS  | Ashleigh Gentle     | 58:08      |
| 6     | ENG  | Sophie Coldwell     | 58:19      |
| 7     | NZL  | Nicole van der Kaay | 58:31      |
| 8     | WAL  | Non Stanford        | 58:45      |

Finale: 5. April 2018, 9:31 Uhr

## Gemischte Staffel
| Platz | Land | Mannschaft                                                          | Zeit (h) |
| ----- | ---- | ------------------------------------------------------------------- | -------- |
| 1     | AUS  | Gillian Backhouse Matthew Hauser Ashleigh Gentle Jacob Birtwhistle  | 1:17:36  |
| 2     | ENG  | Vicky Holland Jonathan Brownlee Jessica Learmonth Alistair Brownlee | 1:18:28  |
| 3     | NZL  | Nicole van der Kaay Ryan Sissons Andrea Hewitt Tayler Reid          | 1:19:28  |
| 4     | CAN  | Joanna Brown Tyler Mislawchuk Desirae Ridenour Matthew Sharpe       | 1:19:35  |
| 5     | BER  | Erica Hawley Tyler Smith Flora Duffy Tyler Butterfield              | 1:20:44  |
| 6     | WAL  | Non Stanford Iestyn Harrett Olivia Mathias Christopher Silver       | 1:20:52  |
| 7     | SCO  | Beth Potter Marc Austin Erin Wallace Grant Sheldon                  | 1:22:21  |
| 8     | ZAF  | Simone Ackermann Henri Schoeman Gillian Sanders Richard Murray      | 1:23:34  |

Finale: 7. April 2018, 13:01 Uhr

## PTWC Männer
| Platz | Land | Athlet          | Zeit (h) |
| ----- | ---- | --------------- | -------- |
| 1     | ENG  | Joseph Townsend | 1:02:39  |
| 2     | AUS  | Nic Beveridge   | 1:03:28  |
| 3     | AUS  | Bill Chaffey    | 1:04:13  |
| 4     | ENG  | Mark Conway     | 1:06:17  |
| 5     | AUS  | Scott Crowley   | 1:08:34  |
| 6     | NIR  | David Kerr      | 1:12:30  |

Finale: 7. April 2018, 9:31 Uhr

## PTWC Frauen
| Platz | Land | Athletin      | Zeit (h) |
| ----- | ---- | ------------- | -------- |
| 1     | ENG  | Jade Jones    | 1:11:07  |
| 2     | AUS  | Emily Tapp    | 1:12:56  |
| 3     | AUS  | Lauren Parker | 1:13:48  |
| 4     | SCO  | Karen Darke   | 1:16:37  |
| 5     | ENG  | Lizzie Tench  | 1:20:04  |
| 6     | AUS  | Sara Tait     | 1:23:32  |

Finale: 7. April 2018, 9:31 Uhr

## Medaillenspiegel
| Platz | Land       | Gold | Silber | Bronze | Gesamt |
| ----- | ---------- | ---- | ------ | ------ | ------ |
| 1     | England    | 2    | 2      | —      | 4      |
| 2     | Australien | 1    | 3      | 2      | 6      |
| 3     | Bermuda    | 1    | —      | —      | 1      |
| 3     | Südafrika  | 1    | —      | —      | 1      |
| 5     | Kanada     | —    | —      | 1      | 1      |
| 5     | Neuseeland | —    | —      | 1      | 1      |
| 5     | Schottland | —    | —      | 1      | 1      |